# 로버트 랭던

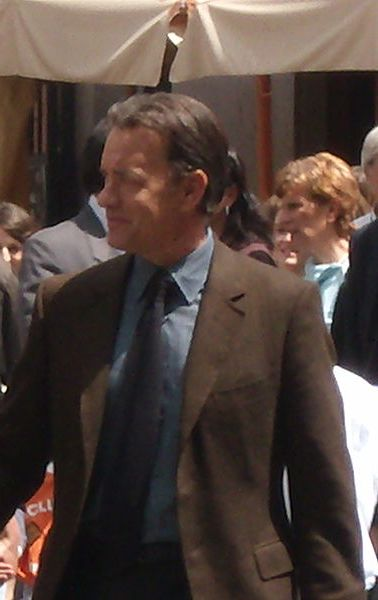

로버트랭던(Robert Langdon)은 미국의 소설가 댄 브라운이 쓴 천사와 악마, 다빈치 코드, 로스트 심벌 그리고 인페르노에 공통적으로 나오는 인물이다. 미국 하버드 대학교 종교기호학 교수다. 영화로 제작된 천사와 악마, 다빈치 코드와 인페르노에서는 톰 행크스가 역할을 맡아 출연했다. 그의 이름은 천사와 악마 소설에 등장하는 일루미나티 앰비그램의 디자이너인 드렉셀 대학교의 존 랭던(John Langdon) 교수의 이름에서 영감을 받아 지어졌다.